# Alauda
Alauda là một chi sơn ca sống khắp lục địa Á-Âu và miền núi Bắc Phi, với một loài (Alauda razae) đặc hữu đảo Raso của Cabo Verde. Thêm nữa, có hai loài đã tuyệt chủng ghi nhận trong hoá thạch. Tên chi bắt nguồn từ alauda tiếng Latinh, nghĩa là "sơn ca". Pliny già cho rằng từ này có gốc gác Celt.

## Phân loại
Chi Alauda được mô tả bời nhà tự nhiên học Thuỵ Điển Carl Linnaeus năm 1758 trong ấn bản thứ 10 của cuốn Systema Naturae. Loài điển hình là Alauda arvensis.
Chi Alauda có bốn loài còn sinh tồn và chí ít hai loài hoá thạch. Trước đây nhiều loài nữa từng được gộp vào chi này.

### Loài còn sinh tồn
Bốn loài còn sinh tồn là:
| Hình ảnh | Danh pháp hai phần | Tên thường gọi trong tiếng Anh        | Phân bố                                         |
| -------- | ------------------ | ------------------------------------- | ----------------------------------------------- |
|          | Alauda leucoptera  | White-winged lark (sơn ca cánh trắng) | Từ nam Ukraina qua Kazakhstan đến trung-nam Nga |
|          | Alauda razae       | Raso lark (sơn ca Raso)               | Đảo Raso ở Cabo Verde                           |
|          | Alauda gulgula     | Oriental skylark (sơn ca phương đông) | Nam, Trung, và Đông Á                           |
|          | Alauda arvensis    | Eurasian skylark (sơn ca Á-Âu)        | Hầu khắp châu Âu và châu Á                      |

### Loài tuyệt chủng
- †Alauda xerarvensis (cuối Pliocen ở Varshets, Bulgaria)[5]
- †Alauda tivadari (cuối Miocen ở Polgardi, Hungary)[6]